# Абаканы
Абаканы — деревня в Опочецком районе Псковской области. Входит в состав Глубоковской волости.
Расположена в 32 км к юго-востоку от города Опочка и в 5 км к северу от волостного центра, деревни Глубокое.

## Население
| 2001 | 2002 | 2010 | 2013 | 2014 | 2015 | 2016 |
| ---- | ---- | ---- | ---- | ---- | ---- | ---- |
| 12   | ↘10  | ↘6   | →6   | →6   | ↘5   | →5   |

## География
Восточная граница Государственный природный зоологический заказник Псковской области «Опочецкий» проходит — от деревни Лужицы по дороге через населённые пункты Абаканы, Захново, Деревеньки до села Глубокое.